# Топаз-Лейк (Невада)
Топаз-Лейк (англ. Topaz Lake) — переписна місцевість (CDP) в США, в окрузі Дуглас штату Невада. Населення — 202 особи (2020).

## Географія
Топаз-Лейк розташований за координатами 38°41′56″ пн. ш. 119°32′31″ зх. д. / 38.69889° пн. ш. 119.54194° зх. д. (38.698768, -119.541970).  За даними Бюро перепису населення США в 2010 році переписна місцевість мала площу 4,39 км², з яких 3,08 км² — суходіл та 1,31 км² — водойми.

## Демографія
Згідно з переписом 2010 року, у переписній місцевості мешкало 157 осіб у 83 домогосподарствах у складі 51 родини. Густота населення становила 36 осіб/км².  Було 142 помешкання (32/км²).
Расовий склад населення:
| - 87,9 % — білих - 0,6 % — корінних американців - 0,6 % — чорних або афроамериканців - 0,6 % — азіатів |

До двох чи більше рас належало 10,2 %. Частка іспаномовних становила 10,8 % від усіх жителів.
За віковим діапазоном населення розподілялося таким чином: 7,0 % — особи молодші 18 років, 46,5 % — особи у віці 18—64 років, 46,5 % — особи у віці 65 років та старші. Медіана віку мешканця становила 64,2 року. На 100 осіб жіночої статі у переписній місцевості припадало 96,2 чоловіків;  на 100 жінок у віці від 18 років та старших — 100,0 чоловіків також старших 18 років.
Середній дохід на одне домашнє господарство  становив 102 303 долари США (медіана — 99 375), а середній дохід на одну сім'ю — 107 346 доларів (медіана — 108 750). За межею бідності перебувало 3,4 % осіб, у тому числі 0,0 % дітей у віці до 18 років та 4,8 % осіб у віці 65 років та старших.
Цивільне працевлаштоване населення становило 73 особи. Основні галузі зайнятості: сільське господарство, лісництво, риболовля — 42,5 %, науковці, спеціалісти, менеджери — 17,8 %, мистецтво, розваги та відпочинок — 17,8 %.